# Decadent
Decadent es el decimoquinto álbum de estudio de la banda alemana de heavy metal U.D.O., publicado en 2015 por AFM Records. De acuerdo con Udo Dirkschneider este disco es «más melódico, más diverso y más dinámico» que el antecesor Steelhammer, ya que por primera vez en la historia de la banda participaron cuatro de los músicos en la composición de la mayoría de las canciones. Este fue el último álbum del batería Francesco Jovino, que se retiró por razones personales un mes antes de su publicación, y del guitarrista Kasperi Heikkinen, que renunció dos años más tarde.

## Lista de canciones
Todas las canciones escritas por Udo Dirkschneider, Fitty Wienhold, Kasperi Heikkinen y Andrey Smirnov, a menos que se indique lo contrario.

| N.º | Título                | Escritor(es)                           | Duración |  |
| 1.  | «Speeder»             |                                        | 3:45     |  |
| 2.  | «Decadent»            |                                        | 4:49     |  |
| 3.  | «House of Fake»       |                                        | 4:26     |  |
| 4.  | «Mystery»             |                                        | 4:36     |  |
| 5.  | «Pain»                |                                        | 5:10     |  |
| 6.  | «Secrets in Paradise» |                                        | 5:00     |  |
| 7.  | «Meaning of Life»     |                                        | 4:34     |  |
| 8.  | «Breathless»          | Dirkschneider, Wienhold, Jesse Billson | 5:21     |  |
| 9.  | «Under Your Skin»     |                                        | 4:22     |  |
| 10. | «Untouchable»         |                                        | 5:09     |  |
| 11. | «Rebels of the Night» |                                        | 4:41     |  |
| 12. | «Words in Flame»      |                                        | 7:36     |  |

| Pistas adicionales en la versión bonus digipack |                                             |                                             |          |  |
| N.º                                             | Título                                      | Escritor(es)                                | Duración |  |
| 1.                                              | «Let Me Out» (incluida como la pista nueve) | Dirkschneider, Wienhold, Holger Vom Scheidt | 3:55     |  |
| 2.                                              | «Shadow Eyes» (incluida como la pista doce) |                                             | 4:20     |  |

| Pistas adicionales para Japón |                                                |                                      |          |  |
| N.º                           | Título                                         | Escritor(es)                         | Duración |  |
| 1.                            | «Fallen Angels» (incluida como la pista nueve) | Dirkschneider, Wienhold, Vom Scheidt | 4:55     |  |
| 2.                            | «Let Me Out» (incluida como la pista doce)     | Dirkschneider, Wienhold, Vom Scheidt | 3:55     |  |
| 3.                            | «Shadow Eyes» (incluida como la pista trece)   |                                      | 4:20     |  |

## Posicionamiento en listas
| País      | Lista                   | Máxima posición |
| --------- | ----------------------- | --------------- |
| Alemania  | Media Control Charts    | 16              |
| Finlandia | Suomen virallinen lista | 34              |
| Suiza     | Schweizer Hitparade     | 48              |

## Músicos
- Udo Dirkschneider: voz
- Andrey Smirnov: guitarra eléctrica
- Kasperi Heikkinen: guitarra eléctrica
- Fitty Wienhold: bajo
- Francesco Jovino: batería

Músicos invitados
- Ingmar Viertel y Claus Rettkowski: coros